# Dryopteris hondoensis
Dryopteris hondoensis är en träjonväxtart som beskrevs av Gen'ichi Koidzumi. Dryopteris hondoensis ingår i släktet Dryopteris och familjen Dryopteridaceae. Inga underarter finns listade.